# Матеја Ђорђевић
Матеја Ђорђевић (Крушевац, 17. јануар 2003) српски је фудбалер који тренутно наступа за ТСЦ из Бачке Тополе.

## Каријера
Родом из Разбојне код Бруса, Ђорђевић је фудбалом почео да се бави с једанаест година старости у Крушевцу. Средњу школу је похађао у Београду и ту је, после неколико месеци у Интернационалу, приступио млађим категоријама Партизана. У јулу 2021. је потписао трогодишњи уговор с клубом и потом је прикључен првом тиму код тренера Александра Станојевића. Наредних неколико месеци одиграо је за одиграо за омладинску селекцију и за прву екипу није дебитовао на званичном сусрету. У јануару 2022. године потписао је за Вождовац. Дебитовао је против свог бившег клуба у претпоследњем колу првенства. На затварању такмичарске 2021/22. почео је сусрет с Црвеном звездом. Већи део следеће сезоне стандардно је одиграо као бонус фудбалер у постави Вождовца. Почетком августа 2023. прешао је у ТСЦ из Бачке Тополе. Дебитовао је против Браге на првој утакмици трећег кола квалификација за Лигу шампиона.

## Репрезентација
Ђорђевић је за репрезентацију Србије у узрасту до 16 година старости дебитовао код селектора Дејана Бранковића. Потом је са својом генерацијом наставио да наступа и у кадетском узрасту. Међутим, услед пандемије ковида 19 елит рунда квалификација за Европско првенство и завршни турнир су отказани. За омладинску репрезентацију заиграо је у јуну 2021. и потом је до краја исте календарске године био у саставу екипе. Селектори Горан Стевановић, а потом и Душан Ђорђевић, позивали су га у састав младе репрезентације Србије.

## Статистика

### Клупска
Ажурирано 14. октобра 2023.
|                  |          |                  |    |   |   |   |   |   |   |   |    |   |  |  |
| Партизан         | 2021/22. | Суперлига Србије | 0  | 0 | 0 | 0 | 0 | 0 | — | — | 0  | 0 |  |  |
|                  |          |                  |    |   |   |   |   |   |   |   |    |   |  |  |
| Вождовац         | 2021/22. | Суперлига Србије | 2  | 0 | — | — | — | — | — | — | 2  | 0 |  |  |
| Вождовац         | 2022/23. | Суперлига Србије | 25 | 0 | 1 | 0 | — | — | — | — | 26 | 0 |  |  |
| Вождовац         | 2023/24. | Суперлига Србије | 0  | 0 | — | — | — | — | — | — | 0  | 0 |  |  |
| Вождовац         | Укупно   | Укупно           | 27 | 0 | 1 | 0 | — | — | — | — | 28 | 0 |  |  |
|                  |          |                  |    |   |   |   |   |   |   |   |    |   |  |  |
| ТСЦ Бачка Топола | 2023/24. | Суперлига Србије | 5  | 0 | 0 | 0 | 3 | 0 | — | — | 8  | 0 |  |  |
|                  |          |                  |    |   |   |   |   |   |   |   |    |   |  |  |
| Каријера         | Каријера | Каријера         | 32 | 0 | 1 | 0 | 3 | 0 | — | — | 36 | 0 |  |  |
|                  |          |                  |    |   |   |   |   |   |   |   |    |   |  |  |

### Утакмице у дресу репрезентације
| Репрезентација Србије у узрасту до 16 година старости | Репрезентација Србије у узрасту до 16 година старости | Репрезентација Србије у узрасту до 16 година старости | Репрезентација Србије у узрасту до 16 година старости | Репрезентација Србије у узрасту до 16 година старости | Репрезентација Србије у узрасту до 16 година старости | Репрезентација Србије у узрасту до 16 година старости | Репрезентација Србије у узрасту до 16 година старости | Репрезентација Србије у узрасту до 16 година старости | Репрезентација Србије у узрасту до 16 година старости |
| #                                                     | Датум                                                 | Такмичење                                             | Локација                                              | Домаћин                                               | Резултат                                              | Гост                                                  | Гол                                                   | Реф.                                                  |                                                       |
| ----------------------------------------------------- | ----------------------------------------------------- | ----------------------------------------------------- | ----------------------------------------------------- | ----------------------------------------------------- | ----------------------------------------------------- | ----------------------------------------------------- | ----------------------------------------------------- | ----------------------------------------------------- | ----------------------------------------------------- |
| 1.                                                    | 21. фебруар 2019.                                     | Пријатељска утакмица                                  | ДГ Арена, Подгорица                                   | Русија                                                | 3 : 0                                                 | Србија                                                |                                                       | [ 27 ]                                                |                                                       |
| 2.                                                    | 25. фебруар 2019.                                     | Пријатељска утакмица                                  | Спортски центар ФСЦГ, Подгорица                       | Црна Гора                                             | 1 : 3                                                 | Србија                                                |                                                       | [ 28 ]                                                |                                                       |
| 3.                                                    | 20. април 2019.                                       | Развојни турнир УЕФА                                  | Кућа фудбала, Стара Пазова                            | Еквадор                                               | 1 : 5                                                 | Србија                                                |                                                       | [ 29 ]                                                |                                                       |
| 4.                                                    | 21. мај 2019.                                         | Меморијални турнир „Миљан Миљанић”                    | Кућа фудбала, Стара Пазова                            | Србија                                                | 3 : 0                                                 | Северна Македонија                                    |                                                       | [ 30 ]                                                |                                                       |
| 5.                                                    | 23. мај 2019.                                         | Меморијални турнир „Миљан Миљанић”                    | Стадион ФК Синђелић, Београд                          | Србија                                                | 4 : 1                                                 | Црна Гора                                             |                                                       | [ 31 ]                                                |                                                       |
| 5                                                     | Укупан број утакмица и постигнутих погодака           | Укупан број утакмица и постигнутих погодака           | Укупан број утакмица и постигнутих погодака           | Укупан број утакмица и постигнутих погодака           | Укупан број утакмица и постигнутих погодака           | Укупан број утакмица и постигнутих погодака           | Укупан број утакмица и постигнутих погодака           |                                                       |                                                       |

| Репрезентација Србије у узрасту до 17 година старости | Репрезентација Србије у узрасту до 17 година старости                    | Репрезентација Србије у узрасту до 17 година старости                    | Репрезентација Србије у узрасту до 17 година старости                    | Репрезентација Србије у узрасту до 17 година старости                    | Репрезентација Србије у узрасту до 17 година старости                    | Репрезентација Србије у узрасту до 17 година старости                    | Репрезентација Србије у узрасту до 17 година старости | Репрезентација Србије у узрасту до 17 година старости | Репрезентација Србије у узрасту до 17 година старости |
| #                                                     | Датум                                                                    | Такмичење                                                                | Локација                                                                 | Домаћин                                                                  | Резултат                                                                 | Гост                                                                     | Гол                                                   | Реф.                                                  |                                                       |
| ----------------------------------------------------- | ------------------------------------------------------------------------ | ------------------------------------------------------------------------ | ------------------------------------------------------------------------ | ------------------------------------------------------------------------ | ------------------------------------------------------------------------ | ------------------------------------------------------------------------ | ----------------------------------------------------- | ----------------------------------------------------- | ----------------------------------------------------- |
| 1.                                                    | 20. август 2019.                                                         | Пријатељска утакмица                                                     | Кућа фудбала, Стара Пазова                                               | Србија                                                                   | 2 : 0                                                                    | Уједињени Арапски Емирати                                                |                                                       | [ 32 ]                                                |                                                       |
| 2.                                                    | 27. октобар 2019.                                                        | Квалификације за Европско првенство                                      | Стадион Трактора, Минск                                                  | Србија                                                                   | 2 : 1                                                                    | Белорусија                                                               |                                                       | [ 33 ]                                                |                                                       |
| 3.                                                    | 30. октобар 2019.                                                        | Квалификације за Европско првенство                                      | Стадион Динама, Минск                                                    | Мађарска                                                                 | 1 : 2                                                                    | Србија                                                                   |                                                       | [ 34 ]                                                |                                                       |
| 4.                                                    | 10. децембар 2019.                                                       | Пријатељска утакмица                                                     | Кућа фудбала, Стара Пазова                                               | Србија                                                                   | 2 : 0                                                                    | Русија                                                                   |                                                       | [ 35 ]                                                |                                                       |
| 5.                                                    | 12. децембар 2019.                                                       | Пријатељска утакмица                                                     | Кућа фудбала, Стара Пазова                                               | Србија                                                                   | 3 : 3                                                                    | Русија                                                                   |                                                       | [ 36 ]                                                |                                                       |
| 6.                                                    | 29. фебруар 2020.                                                        | Пријатељска утакмица                                                     | Кућа фудбала, Стара Пазова                                               | Србија                                                                   | 4 : 1                                                                    | Норвешка                                                                 |                                                       | [ 37 ]                                                |                                                       |
| 6                                                     | Укупан број утакмица, постигнутих погодака и минута проведених на терену | Укупан број утакмица, постигнутих погодака и минута проведених на терену | Укупан број утакмица, постигнутих погодака и минута проведених на терену | Укупан број утакмица, постигнутих погодака и минута проведених на терену | Укупан број утакмица, постигнутих погодака и минута проведених на терену | Укупан број утакмица, постигнутих погодака и минута проведених на терену | 0                                                     |                                                       |                                                       |

| Репрезентација Србије у узрасту до 19 година старости | Репрезентација Србије у узрасту до 19 година старости                    | Репрезентација Србије у узрасту до 19 година старости                    | Репрезентација Србије у узрасту до 19 година старости                    | Репрезентација Србије у узрасту до 19 година старости                    | Репрезентација Србије у узрасту до 19 година старости                    | Репрезентација Србије у узрасту до 19 година старости                    | Репрезентација Србије у узрасту до 19 година старости | Репрезентација Србије у узрасту до 19 година старости | Репрезентација Србије у узрасту до 19 година старости |
| #                                                     | Датум                                                                    | Такмичење                                                                | Локација                                                                 | Домаћин                                                                  | Резултат                                                                 | Гост                                                                     | Гол                                                   | Реф.                                                  |                                                       |
| ----------------------------------------------------- | ------------------------------------------------------------------------ | ------------------------------------------------------------------------ | ------------------------------------------------------------------------ | ------------------------------------------------------------------------ | ------------------------------------------------------------------------ | ------------------------------------------------------------------------ | ----------------------------------------------------- | ----------------------------------------------------- | ----------------------------------------------------- |
| 1.                                                    | 5. јун 2021.                                                             | Пријатељска утакмица                                                     | Кућа фудбала, Стара Пазова                                               | Србија                                                                   | 1 : 0                                                                    | Румунија                                                                 |                                                       | [ 38 ]                                                |                                                       |
| 2.                                                    | 7. јун 2021.                                                             | Пријатељска утакмица                                                     | Кућа фудбала, Стара Пазова                                               | Србија                                                                   | 1 : 0                                                                    | Румунија                                                                 |                                                       | [ 39 ]                                                |                                                       |
| 3.                                                    | 3. септембар 2021.                                                       | Меморијални турнир „Стеван Вилотић Ћеле”                                 | Градски стадион, Суботица                                                | Србија                                                                   | 2 : 1                                                                    | Азербејџан                                                               |                                                       | [ 40 ]                                                |                                                       |
| 4.                                                    | 5. септембар 2021.                                                       | Меморијални турнир „Стеван Вилотић Ћеле”                                 | Стадион Милан Средановић, Кула                                           | Србија                                                                   | 5 : 0                                                                    | Црна Гора                                                                |                                                       | [ 41 ]                                                |                                                       |
| 5.                                                    | 7. септембар 2021.                                                       | Меморијални турнир „Стеван Вилотић Ћеле”                                 | Градски стадион, Суботица                                                | Србија                                                                   | 1 : 0                                                                    | Мађарска                                                                 |                                                       | [ 42 ]                                                |                                                       |
| 6.                                                    | 10. новембар 2021.                                                       | Квалификације за Европско првенство                                      | Елбасан Арена, Елбасан                                                   | Северна Македонија                                                       | 1 : 2                                                                    | Србија                                                                   |                                                       | [ 43 ]                                                |                                                       |
| 7.                                                    | 13. новембар 2021.                                                       | Квалификације за Европско првенство                                      | Елбасан Арена, Елбасан                                                   | Албанија                                                                 | 2 : 2                                                                    | Србија                                                                   |                                                       | [ 44 ]                                                |                                                       |
| 7                                                     | Укупан број утакмица, постигнутих погодака и минута проведених на терену | Укупан број утакмица, постигнутих погодака и минута проведених на терену | Укупан број утакмица, постигнутих погодака и минута проведених на терену | Укупан број утакмица, постигнутих погодака и минута проведених на терену | Укупан број утакмица, постигнутих погодака и минута проведених на терену | Укупан број утакмица, постигнутих погодака и минута проведених на терену | 0                                                     |                                                       |                                                       |

| Репрезентација Србије у узрасту до 21 године старости | Репрезентација Србије у узрасту до 21 године старости                    | Репрезентација Србије у узрасту до 21 године старости                    | Репрезентација Србије у узрасту до 21 године старости                    | Репрезентација Србије у узрасту до 21 године старости                    | Репрезентација Србије у узрасту до 21 године старости                    | Репрезентација Србије у узрасту до 21 године старости                    | Репрезентација Србије у узрасту до 21 године старости | Репрезентација Србије у узрасту до 21 године старости | Репрезентација Србије у узрасту до 21 године старости |
| #                                                     | Датум                                                                    | Такмичење                                                                | Локација                                                                 | Домаћин                                                                  | Резултат                                                                 | Гост                                                                     | Мин.                                                  | Гол                                                   | Реф.                                                  |
| ----------------------------------------------------- | ------------------------------------------------------------------------ | ------------------------------------------------------------------------ | ------------------------------------------------------------------------ | ------------------------------------------------------------------------ | ------------------------------------------------------------------------ | ------------------------------------------------------------------------ | ----------------------------------------------------- | ----------------------------------------------------- | ----------------------------------------------------- |
| 1.                                                    | 20. новембар 2022.                                                       | Пријатељска утакмица                                                     | Никозија                                                                 | Кипар                                                                    | 2 : 2                                                                    | Србија                                                                   |                                                       | [ 45 ]                                                |                                                       |
| 2.                                                    | 23. новембар 2022.                                                       | Пријатељска утакмица                                                     | АЕК Арена, Ларнака                                                       | Србија                                                                   | 1 : 1                                                                    | Северна Македонија                                                       |                                                       | [ 46 ]                                                |                                                       |
| 3.                                                    | 12. септембар 2023.                                                      | Квалификације за Европско првенство                                      | Кућа фудбала, Стара Пазова                                               | Србија                                                                   | 2 : 0                                                                    | Азербејџан                                                               |                                                       | [ 47 ]                                                |                                                       |
| 3                                                     | Укупан број утакмица, постигнутих погодака и минута проведених на терену | Укупан број утакмица, постигнутих погодака и минута проведених на терену | Укупан број утакмица, постигнутих погодака и минута проведених на терену | Укупан број утакмица, постигнутих погодака и минута проведених на терену | Укупан број утакмица, постигнутих погодака и минута проведених на терену | Укупан број утакмица, постигнутих погодака и минута проведених на терену |                                                       |                                                       |                                                       |